# Bướm phượng xanh lớn đốm đỏ
Bướm phượng xanh lớn đốm đỏ, còn gọi là bướm phượng lớn hại cam quýt hoặc gọi ngắn gọn là bướm phượng lớn (Papilio memnon) là một loài bướm thuộc họ Bướm phượng (Papilionidae). 
Loài Papilio memnon được mô tả năm 1758 bởi Linnaeus. Loài bướm này có ở Việt Nam.

## Hình ảnh

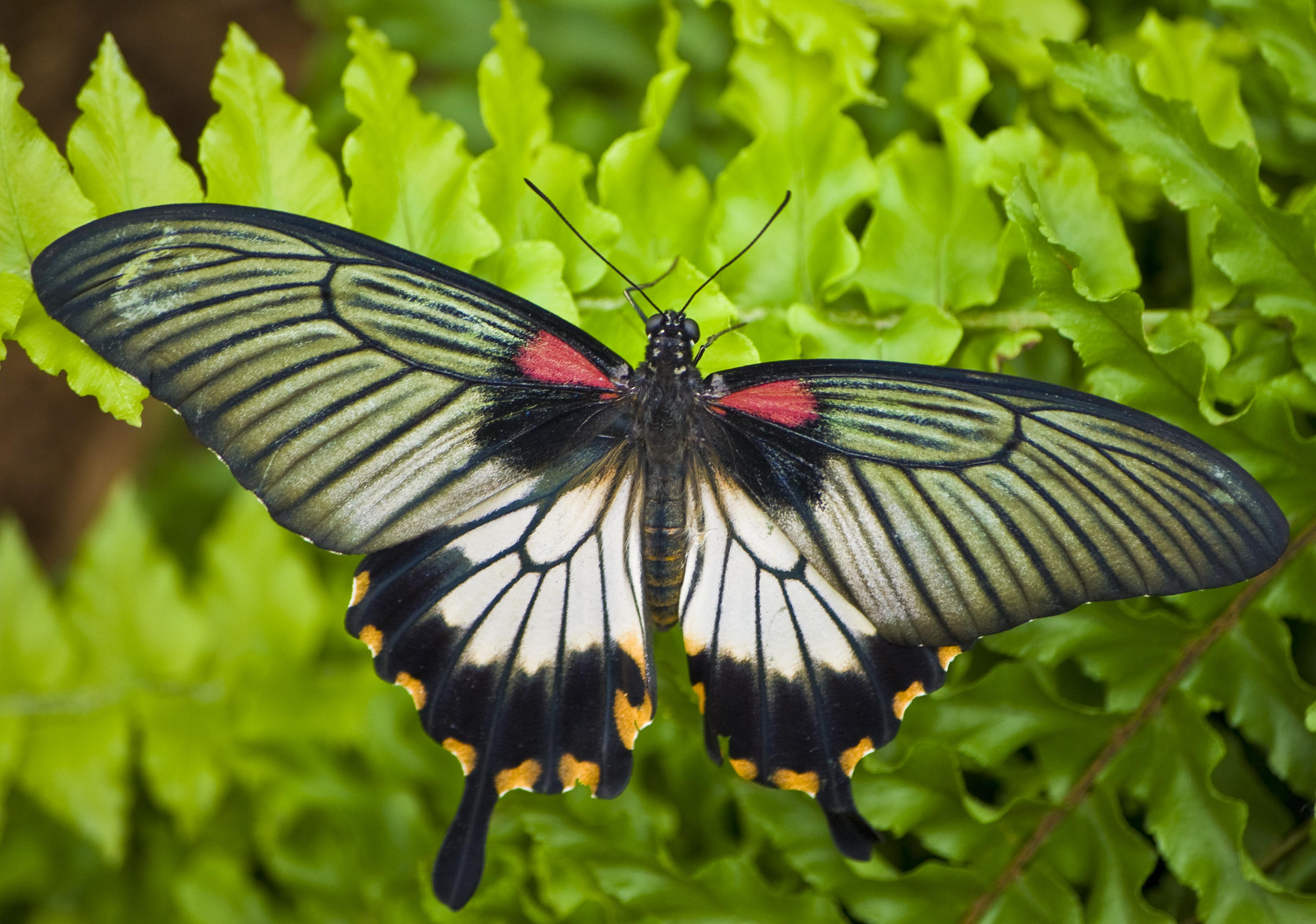
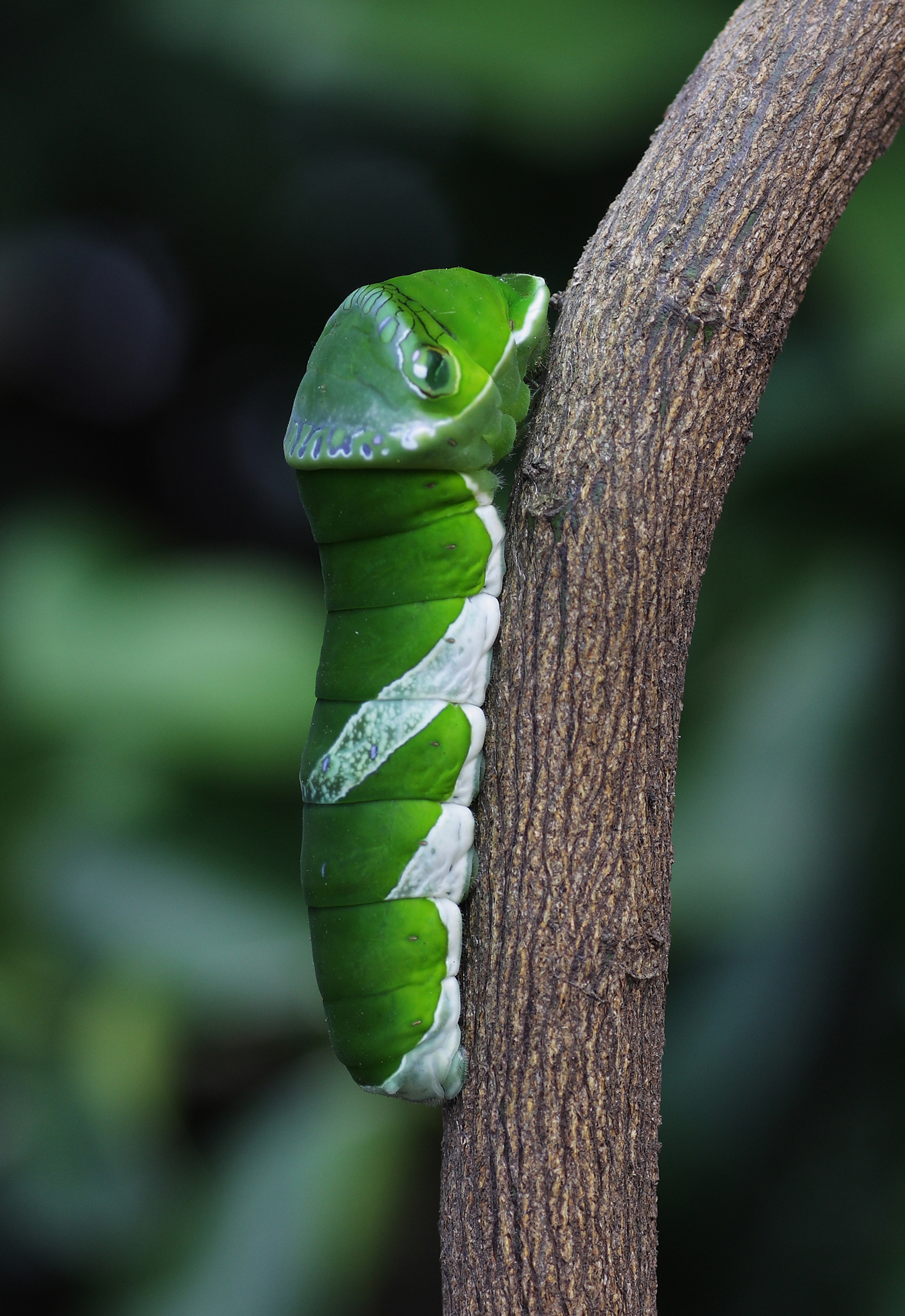
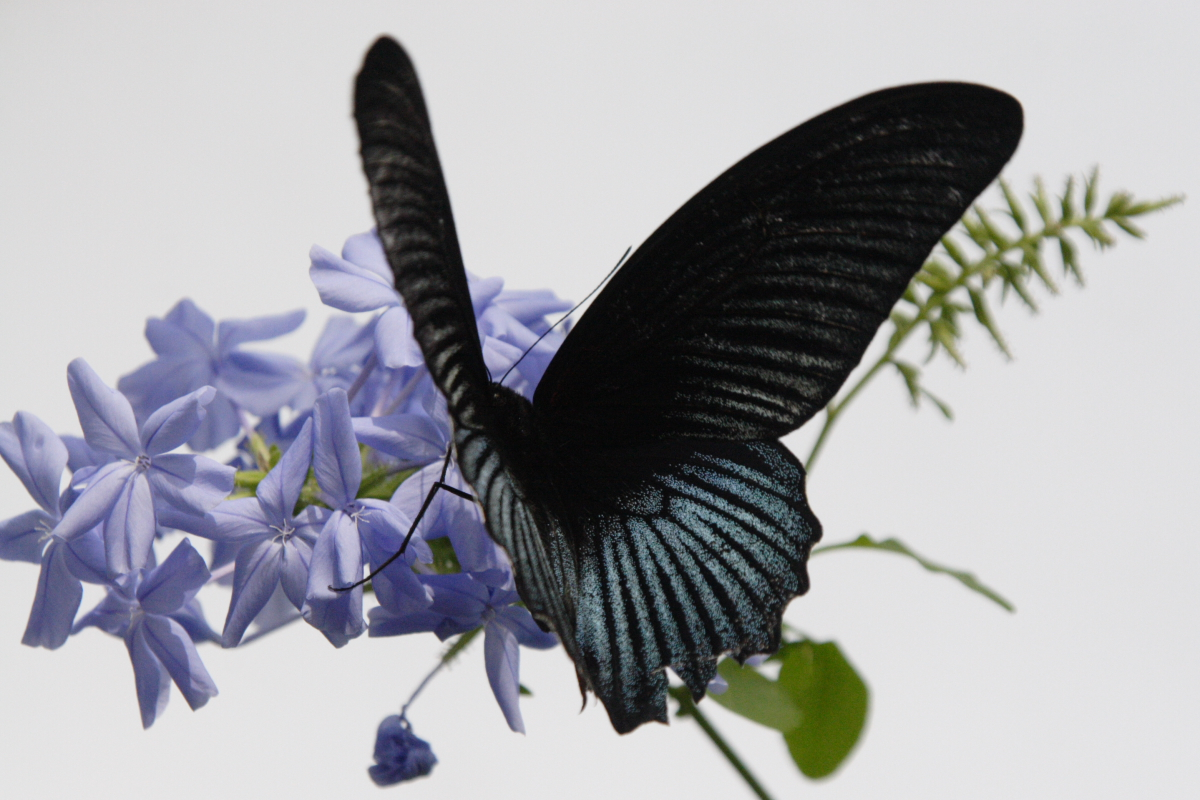
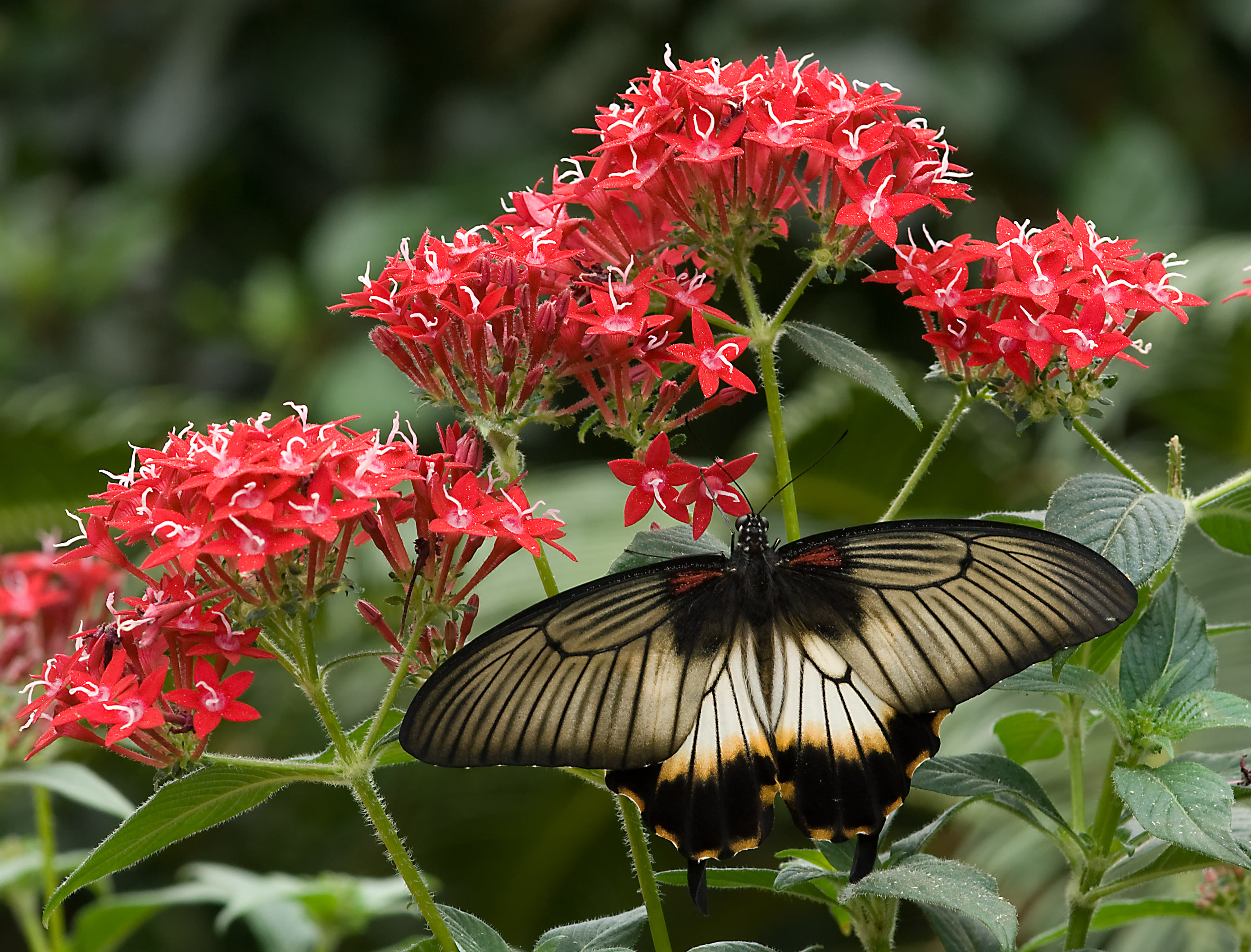
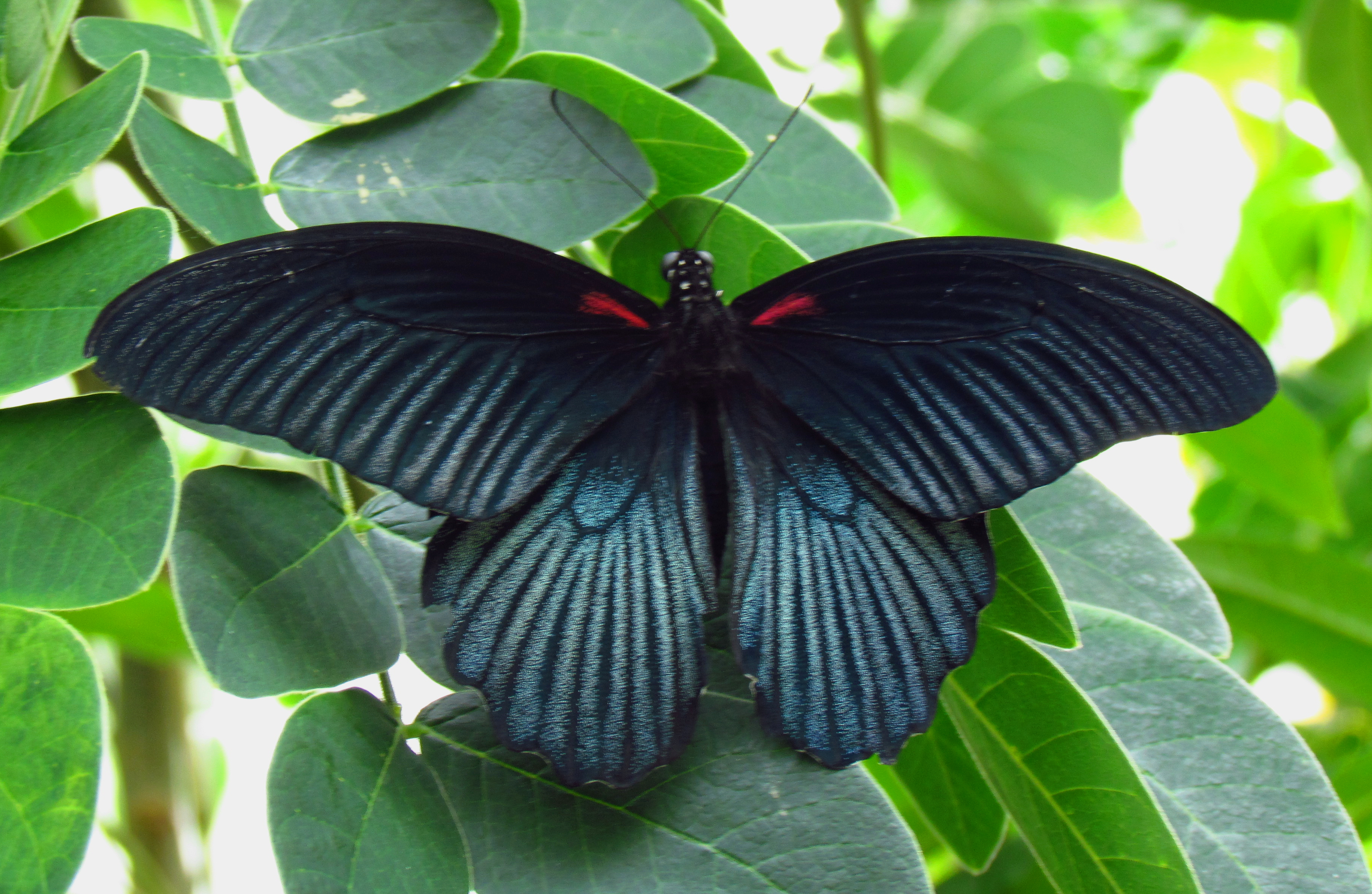
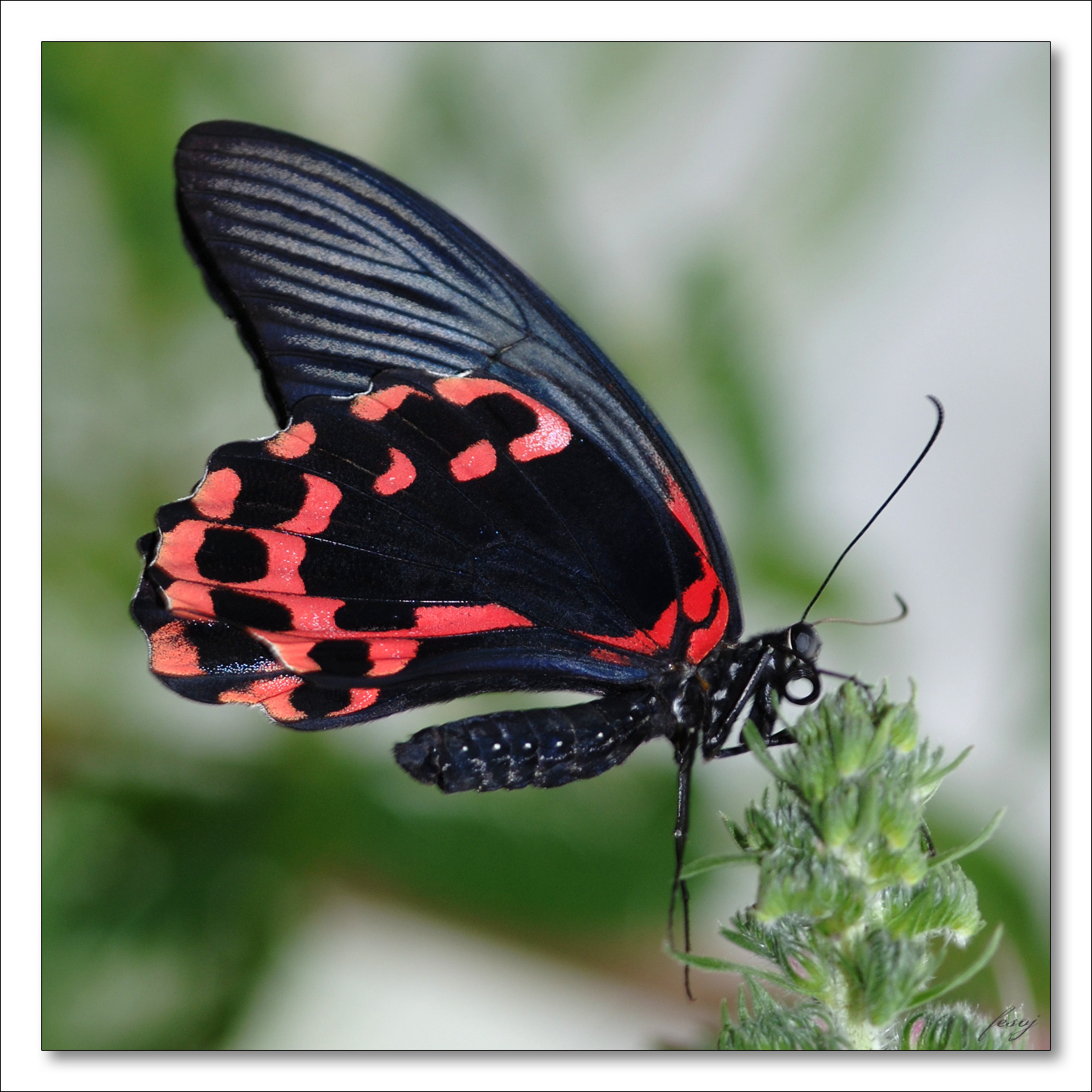
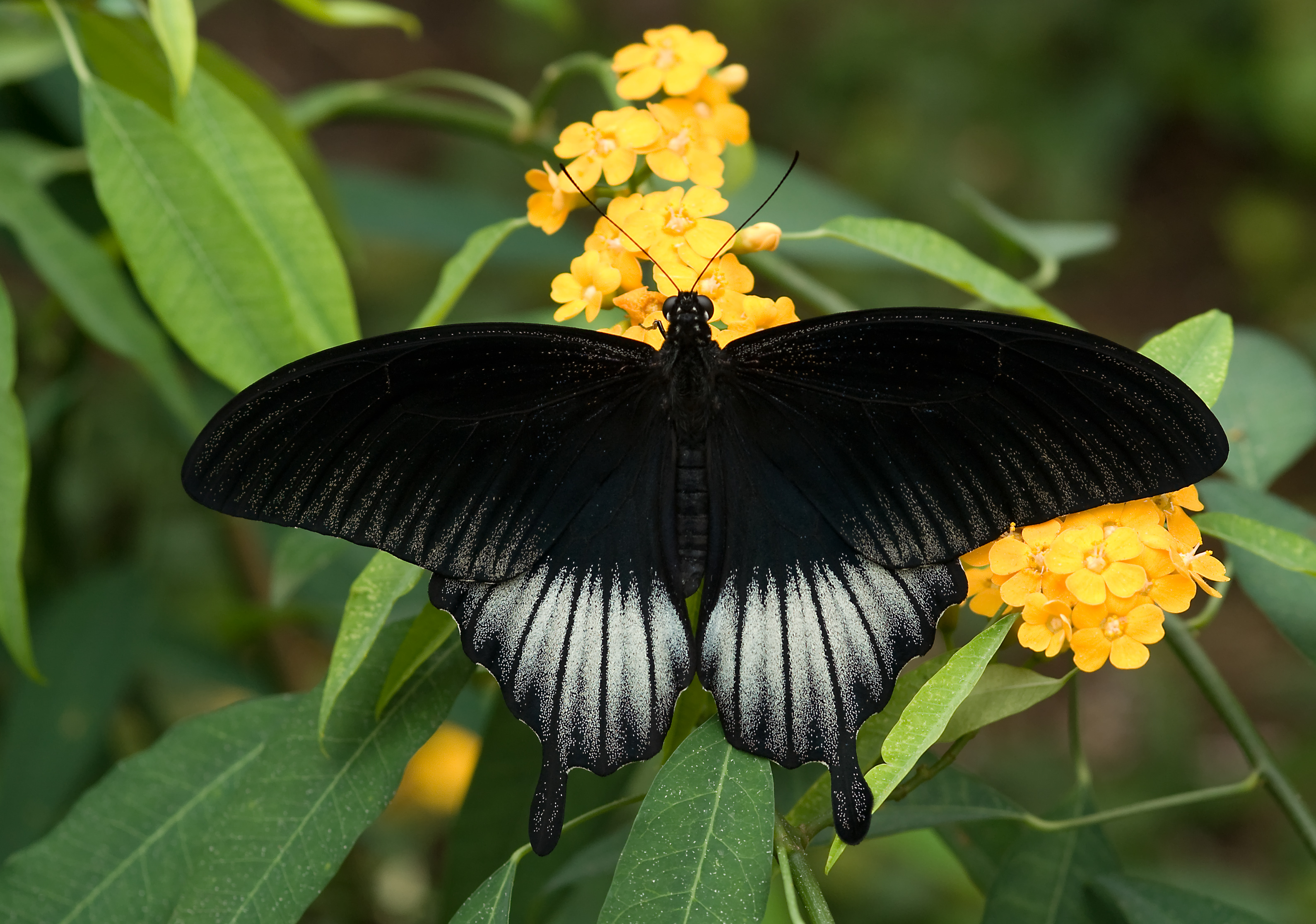
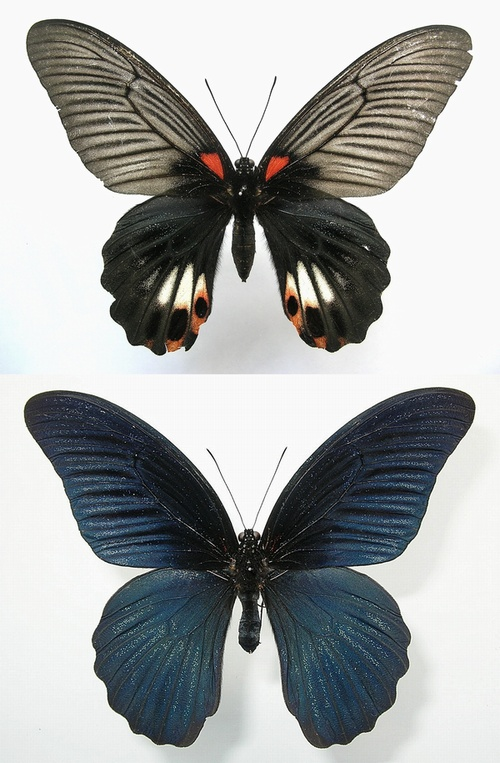